# Grand Hall (Tours)
 (mars 2014).
Si vous disposez d'ouvrages ou d'articles de référence ou si vous connaissez des sites web de qualité traitant du thème abordé ici, merci de compléter l'article en donnant les références utiles à sa vérifiabilité et en les liant à la section « Notes et références ».
Le Grand Hall de Tours est l'une des salles de spectacle de l'agglomération tourangelle. Il se situe dans le quartier Rochepinard à Tours.
Cette particularité permet de proposer des solutions d’utilisations multiples : concert, conférences, conventions, expositions et salons.
D'une capacité de 4 000 à 12 000 personnes selon la configuration, le Grand Hall de Tours en configuration concert est la plus grande salle de concert de la région Centre. Toutefois, bien que la capacité maximale théorique de la salle soit de 12 000 personnes celle-ci est occasionnellement dépassée. On notera ainsi que le record d'affluence dans cette salle a eu lieu le 11 novembre 2016 pour un concert de Les Insus qui a rassemblé 15 000 spectateurs.
Avec une superficie de 10 000 mètres carrés sans points intermédiaires il accueille des manifestations sportives, des salons, des comédies musicales et surtout des spectacles de grandes stars nationales et internationales.
Il est intégré aux 27 hectares du Parc des Expositions de Tours.
Le Grand Hall bénéficie d’une acoustique travaillée par un architecte de renommée, M. Albert Yaying Xu, membre de l'Audio Engineering Society, de l'Association d'acoustique du Danemark et de l'Association française d'acoustique. Il a réalisé les acoustiques pour : dix salles de concert (Philharmonie de Luxembourg, Cité de la musique à Paris, La Grange au lac à Evian, Arsenal de Metz...), onze opéras et palais des congrès (opéra de Pékin, Palais des congrès de Madrid...).
Il accueille chaque année le célèbre festival Japan Tours Festival.

## Comment se rendre au Grand Hall
- En voiture, le Grand Hall de Tours est accessible depuis l'autoroute A10
- En train, par la Gare de Tours-SPDC.
- Les lignes de bus Fil bleu 3a et3b desservent le Grand Hall à l'arrêt Parc des Expositions, les lignes 4 et 16 peuvent être utilisés depuis les arrêts Atlantes et Duclos Atlantes. En cas de grands événements comme la Foire de Tours ou le Japan Tours Festival, une navette assurée par un bus est mise en place entre la Gare de Tours et les Atlantes